# Economia de Manaus

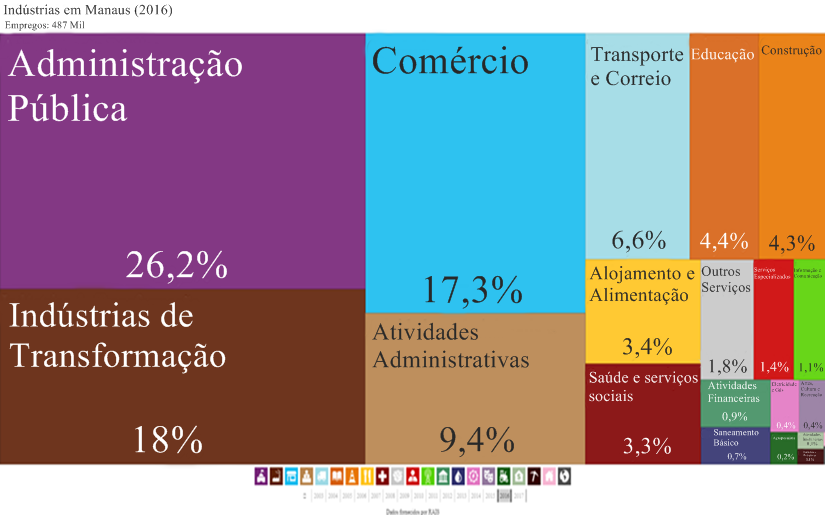
Atividades econômicas em Manaus em 2016.

Manaus é a quinta maior economia do Brasil. Segundo dados do IBGE de 2021, seu Produto Interno Bruto somou R$ 103,2 bilhões. No mesmo ano, a renda per capita foi de R$ 45 782,75, sendo a capital com o maior PIB per capita na região Norte. Destaca-se o setor de serviços com R$ 44,3 bilhões a preços correntes, o que representa 43% de todo o PIB manauara. Manaus ostenta o maior PIB entre todos os municípios das regiões Norte/Nordeste e a maior renda per capita entre os municípios amazonenses.
Além de se consolidar como o maior centro mercantil da Região Norte, Manaus aparece como o terceiro maior município do Brasil no setor industrial, atrás apenas de São Paulo e Rio de Janeiro. Em 2021, a indústria rendeu R$ 37,6 bilhões ao PIB municipal, porém há registros de uma significativa diminuição de sua concentração nos últimos anos, haja vista o crescimento da participação econômica de outros setores, como comércio, construção civil, administração, entretenimento, ciência, turismo, transportes e serviços em geral.

## Setor primário
O setor primário é o de menor expressividade na economia de Manaus, com boa parte da atividade agropecuária se concentrando ao longo das principais rodovias. De todo o produto interno bruto da cidade, 201 milhões de reais é o valor adicionado bruto da agropecuária em 2021. Segundo o Instituto Brasileiro de Geografia e Estatística, em 2014, o município contava com cerca de 6 178 bovinos, 605 caprinos, 218 equinos, 4 899 ovinos e 3 126 suínos, 1 525 vacas foram ordenhadas, das quais foram produzidos 588 mil litros de leite. Também foram produzidos 3 000 quilos de mel-de-abelha e 48 800 mil dúzias de ovos de galinha. Na lavoura temporária, são produzidos principalmente o milho (10 toneladas), a melancia (1 000 toneladas) e a mandioca (3 360 toneladas).
Na lavoura permanente, o município destacou-se, em 2014, na produção de laranja (2 800 toneladas), banana (570 toneladas) e maracujá (490 toneladas). Foram produzidos também o mamão (426 toneladas) e o limão e coco, com 80 toneladas e 880 mil frutos, respectivamente. Na aquicultura, 1 150 150 quilos de peixes foram produzidos, com maior produção do tambaqui e matrinxã.

## Setor secundário
A indústria, atualmente, é o segundo setor mais relevante para a economia do município. Em 2021, o valor bruto do setor secundário a preços correntes foi de 37,6 bilhões de reais. Na petroquímica, destaca-se a Refinaria de Manaus (Reman), fundada em 1957 e incorporada à Petrobras em 1974. Possui capacidade instalada para 46 mil barris por dia, atendendo aos estados do Acre, Amapá, Amazonas, Pará, Rondônia e Roraima. Seus principais produtos distribuídos são gás liquefeito de petróleo (GLP), nafta petroquímica, gasolina, combustível para aviação, óleo diesel, asfalto e óleos combustíveis.
O Polo Industrial de Manaus, principal objeto econômico do setor secundário, é o terceiro maior parque industrial do Brasil, abrigando importantes indústrias das áreas de transportes e comunicações. Trata-se de um modelo econômico com características de isenção fiscal, implantado pelo governo brasileiro em 1967, através do Decreto-Lei nº 288, objetivando desenvolver economicamente a Amazônia — ao mesmo tempo que estimula a preservação da biodiversidade e meio ambiente — integrá-la ao resto do país e garantir a soberania nacional sobre suas fronteiras com os países Andinos.
Coca-Cola Brasil, Honda, Yamaha, Samsung, Sony, LG, Panasonic, Philips, Bic e Gillette, compõem a lista das grandes companhias instaladas no Polo Industrial de Manaus. Apesar da capital amazonense abrigar a maioria das indústrias, a Zona Franca abrange também os estados do Acre, Rondônia e Roraima e, mais recentemente, o Amapá. O Imposto sobre Circulação de Mercadorias e Serviços (ICMS) da Zona Franca é de 12%, enquanto nas outras regiões do país é de apenas 4%. o Imposto sobre Produtos Industrializados (IPI), PIS/PASEP e a Contribuição para o Financiamento da Seguridade Social (COFINS) é de 0% e o imposto de renda é 75% menor que nas demais partes do Brasil. É administrada pela Superintendência da Zona Franca de Manaus (SUFRAMA), uma autarquia da administração pública federal vinculada ao Ministério do Desenvolvimento, Indústria e Comércio Exterior criada e regulamentada pelo Decreto-lei nº 288, de 28 de fevereiro de 1967.
A maior parte das exportações provenientes da Zona Franca de Manaus tem como destino a Argentina, com 168 011 039 produtos sendo exportados para esse país em 2010. Venezuela, Colômbia e México são outros dos países que mais importam produtos do centro industrial. Em 2010, Índia, Hungria, Alemanha e Países Baixos foram os países fora do continente americano que mais registraram importações de produtos fabricados na Zona Franca de Manaus.

## Setor terciário
A prestação de serviços rendeu 44,3 bilhões de reais ao produto interno bruto municipal em 2021. Responsável por 43% da economia de Manaus, o setor terciário atualmente é a maior fonte geradora do produto interno bruto manauara, destacando-se principalmente na áreas de comércio, construção civil, ciência e tecnologia, turismo e entretenimento.
Maior centro financeiro da Amazônia e um dos maiores Brasil, Manaus passa por uma transformação em sua economia. Durante muito tempo a indústria constituiu uma atividade econômica bastante presente na cidade, porém a capital amazonense tem atravessado na última década uma clara mudança em seu perfil econômico: de uma cidade com forte caráter industrial, o município tem cada vez mais assumido um papel de cidade terciária, polo de serviços e negócios para o país.
Na cidade de Manaus estão sediados alguns dos maiores conglomerados empresariais do Brasil, como a Samsung Brasil, a MAP Linhas Aéreas,  a rede de lojas Bemol, a rede de Supermercados DB, a Amazon Sat, a Rede Amazônica, maior grupo de comunicação da Região Norte do Brasil, a Atem's Distribuidora, companhia do ramo de armazenagem, comércio e distribuição de combustíveis, estando presente nos estados do Acre, Amazonas, Mato Grosso, Pará, Rondônia e Roraima. É uma das 10 maiores distribuidoras do Brasil em termos de volume, segundo a Revista Exame.
Há um total de 11 shoppings centers em Manaus registrados na Associação Brasileira de Shopping Centers (ABRASCE). Os maiores da Região Norte estão localizados na cidade, entre eles, o Amazonas Shopping (o primeiro no município, inaugurado em 1991), o Shopping Manaus Via Norte (maior da Região Norte com 52 639 m² de ABL), o Manauara Shopping, o Shopping Ponta Negra e Sumaúma Park Shopping. Outros shoppings centers são o Shopping Millennium, o Manaus Plaza Shopping, o Shopping Grande Circular, o Studio 5 Festival Mall e Uai Shopping São José. Os 11 shoppings possuem, juntos, 333.687 m² de área bruta locável. Entre os principais mercados municipais está o Mercado Municipal Adolpho Lisboa (mais conhecido como Mercadão). Construído no período áureo da borracha, é considerado um dos mais importantes espaços de comercialização de produtos e alimentos típicos da região amazônica em função da variedade de espécies de peixes de água doce, frutas, legumes e especiarias, atraindo a atenção e a curiosidade de quem o visita. Inspirado no famoso mercado Les Halles de Paris, é mais que um centro comercial, o Mercadão é também um dos símbolos culturais da cidade de Manaus e uma das suas maiores atrações turísticas.
O comércio também é realizado em espaços populares, como mercados e feiras, que são administradas pela Secretaria Municipal de Produção e Abastecimento (SEMPAB) - denominada Secretaria Municipal de Mercados e Feiras até 2009. O Departamento de Comércio Informal (DECIN), da prefeitura, é a organização que trata da supervisão e controle do comércio informal no município, de acordo com a Lei n° 674 de 2002. Um total de 7 084 vendedores ambulantes possuem cadastro na prefeitura da cidade, com a maioria deles atuando no Centro, na Praia da Ponta Negra e nos cinco terminais de ônibus. Conforme dados da Secretaria de Produção e Abastecimento, Manaus possui 34 feiras, 8 mercados populares e 2 feiras volantes. As principais feiras na cidade são a Feira do Produtor, da Panair, do Mutirão, da Banana, do Coroado, da Manaus-Moderna e da Compensa.

### Turismo

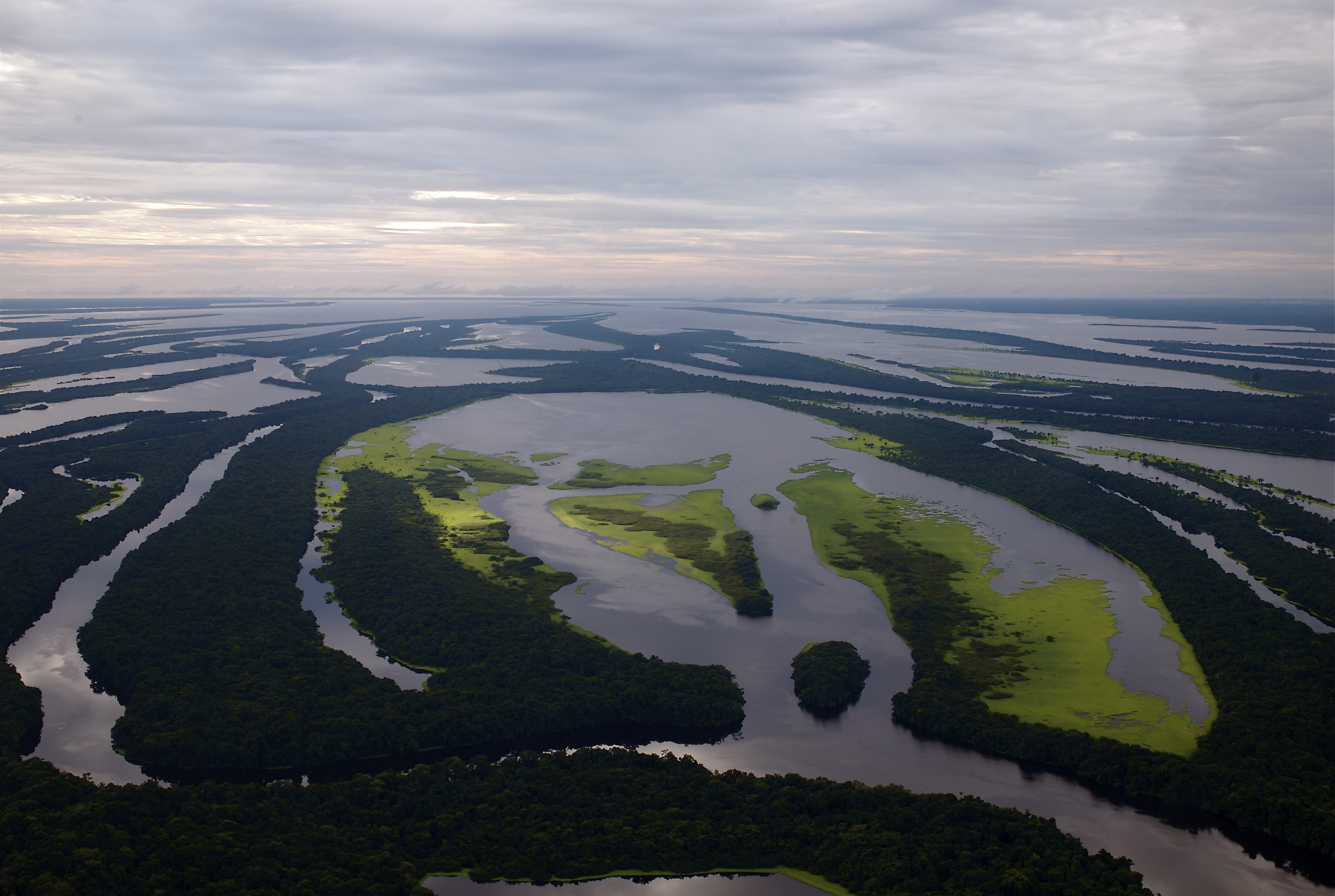
Parque Nacional de Anavilhanas, um arquipélago que abrange cerca de 400 ilhas, reconhecido como Patrimônio da Humanidade pela UNESCO.

O município é o maior destino de turistas na Amazônia e foi o 8.º destino brasileiro mais visitado pelos estrangeiros em 2013. Há um significativo número de hotéis de selva em sua região metropolitana, que funcionam também como atrativos turísticos. Uma das principais atrações turísticas é o Teatro Amazonas, símbolo arquitetônico e cultural datado de 1896 - época áurea da borracha - e Patrimônio Histórico Nacional. O Mercado Municipal de Manaus (Mercadão) também se destaca como uma grande atração turística da cidade. Datado de 1883, foi tombado como Patrimônio Histórico e Artístico Nacional pelo IPAHAN em 1 de julho de 1987, por ser um dos principais exemplares da arquitetura de ferro sem similar em todo mundo.
A região recebeu o prêmio de melhor destino verde da América Latina, concedido em votação feita pelo mercado mundial de turismo, durante a World Travel Market, ocorrido em Londres em 2009. Em pesquisa realizada no biênio 2018–19, a taxa de satisfação dos turistas de navios cruzeiros que passaram pelo Amazonas alcançou o percentual de 77,38%. Os turistas entrevistados em um estudo realizado pela Empresa Estadual de Turismo do Amazonas (Amazonastur) responderam a um questionário contendo 16 itens, entre comidas regionais, internet, opções de lazer, informações turísticas, bares e restaurantes. Entre os pontos melhores avaliados pelos visitantes, em passagem pelo estado, estão: comida típica (98,34%); opções de lazer (96,22%); informações turísticas (95,85%); internet (91,47%); Centro de Atendimento ao Turista (89,15%); bares e restaurantes (88,25%) e segurança pública (87,23%).
Durante todo o ano, recebe grandes quantidades de navios de cruzeiro, pois há acesso para transatlânticos através do rio Amazonas. As visitas de cruzeiros à cidade ocorrem por temporadas, em geral, entre os meses de outubro e abril de cada ano. Em média, Manaus recebe 23 navios por temporada. Os europeus são os que mais visitam a cidade pelos navios de cruzeiro, com destaque aos alemães. Os norte-americanos também respondem por uma parcela significativa dos turistas de navios de cruzeiro.
O ecoturismo, também chamado de turismo de natureza, é notadamente explorado. Entre as atrações naturais da cidade, destacam-se: O Encontro das Águas, um fenômeno natural causado pelo encontro das águas barrentas do rio Solimões com as águas escuras do rio Negro, as quais percorrem cerca de seis quilômetros sem se misturarem. Esse fenômeno acontece em decorrência da temperatura e densidade das águas, e, ainda a velocidade de suas correntezas; Praia da Ponta Negra, localizada à margem esquerda do rio Negro, a aproximadamente a 13 km do Centro de Manaus. Possui orla urbanizada, quadras para prática de esporte e um anfiteatro onde são realizadas apresentações musicais, espetáculos teatrais e outras atrações, tornando-a um dos principais pontos turísticos de Manaus; Praia da Lua, localizada à margem esquerda do rio Negro, distante 23 quilômetros de Manaus por via fluvial. Tem o formato de uma lua em quarto crescente e uma vegetação de rara beleza natural com uma extensão de areia branca e banhada pelas águas negras do rio Negro, límpidas; Praia do Tupé, situada a 23 quilômetros da cidade, envolta pelo rio Negro; Praia Dourada, na zona rural de Manaus, distante 20 quilômetros do centro da cidade, sendo banhada pelo igarapé do Tarumã e o rio Negro; e a Cachoeira do Paricatuba, situada na margem direita do rio Negro, num pequeno afluente. A cachoeira é formada por rochas sedimentares e cercada por vegetação abundante e o acesso é feito por via fluvial; Parque Nacional de Anavilhanas, uma unidade de conservação brasileira de proteção integral da natureza localizada com território distribuído pelos municípios de Manaus, Iranduba e Novo Airão.